# Ульман, Вальтер
Вальтер Ульман (Walter Ullmann; 29 ноября 1910, Пулькау, Холлабрунн — 18 января 1983, Кембридж) — британо-австрийский историк, медиевист. Доктор обоих прав, Litt. D. Кембриджа (1956) и его профессор. Член Британской академии (1968). Признанный авторитет в области средневековой политической мысли и в частности теории права. Более 30 лет феллоу Тринити-колледжа.

## Биография
Родился в католической семье (и лишь позже, еще до конца 30-х узнает, что в жилах его отца текла еврейская кровь).

Его отец приехал из Судетской области в Богемии и занимался медицинской практикой в Пулькау в Нижней Австрии, где родился Вальтер. В возрасте трех с половиной лет он оказался со своей матерью-медсестрой в госпитале отца в тылу сербского фронта. …Спустя десятилетия В. Ульман замечал, что все еще может живо вспомнить 
«вид умирающих и раненых солдат, невыразимое их горе, прибывающих полумертвыми с фронта, бесконечные ряды примитивных гробов в больших амбарах, примыкающих к госпиталю».
 Послевоенная инфляция разрушила благополучие семьи, однако В. Ульман сумел получить хорошее образование в области классики и древней истории, в то же время специализируясь по праву в университете в Вене, откуда спустя два года перевелся в Инсбрук, где получит степень доктора обоих прав. Там же стимулирует его интерес к науке профессор Ferdinand Kadečka. В. Ульман станет практикующим юристом, попав в Венский окружной суд, и помощником профессора в Вене. После аншлюса Австрии отказался принести присягу на верность Фюреру и отстранен от службы.
 
В 1938 году бежал из нацистской Австрии в Англию. С сентября 1939 года работал в школе, однако в июне 1940 года интернирован на остров Мэн как вражеский иностранец. Со временем ему разрешили присоединиться к Pioneer Corps. В 1942 году уволен из армии по медицинским показаниям. Вернулся к преподаванию; в то же время подготовит одно из своих самых влиятельных сочинений «Истоки великого раскола. Исследование церковной истории четырнадцатого века» (1948) — а в 1946 году вышла его первая монография. Уже тогда Cambridge Law Journal прямо заявил, что оная обеспечила Ульману «место в избранной группе экспертов по средневековой правовой доктрине».
Его первое университетское назначение состоялось в 1947 году на кафедру истории в Лидсе (с подачи John Le Patourel); в том же году Ульман оставил преподавание в школе и стал натурализованным британским подданным. В 1949 году назначен на должность лектора по истории в Кембридже (по инициативе David Knowles (scholar)), где и проведет остаток своей карьеры, с 1972 года профессором (как Professor of Medieval History (Cambridge) преемник C. R. Cheney), еще в 1965 году занял персональную кафедру ad hominem. В 1978 году ушел в отставку с кембриджской кафедры.
Специалист по праву и юридической науке всего тысячелетия средневековой европейской истории; испытал влияние Georges de Lagarde.
В 1951-1964 годах соредактор Ephemerides iuris canonici. Вел передачи на BBC Third Programme. Высказывался, что США «являются законным наследником европейского Средневековья». Удостоился Festschrift.
Опубликовал одиннадцать книг, первая вышла в 1946 году. Последняя — Gelasius I. (492—496).
Женился в 1940 году в Кембридже на студентке; сыновья.